# ZEW-Index

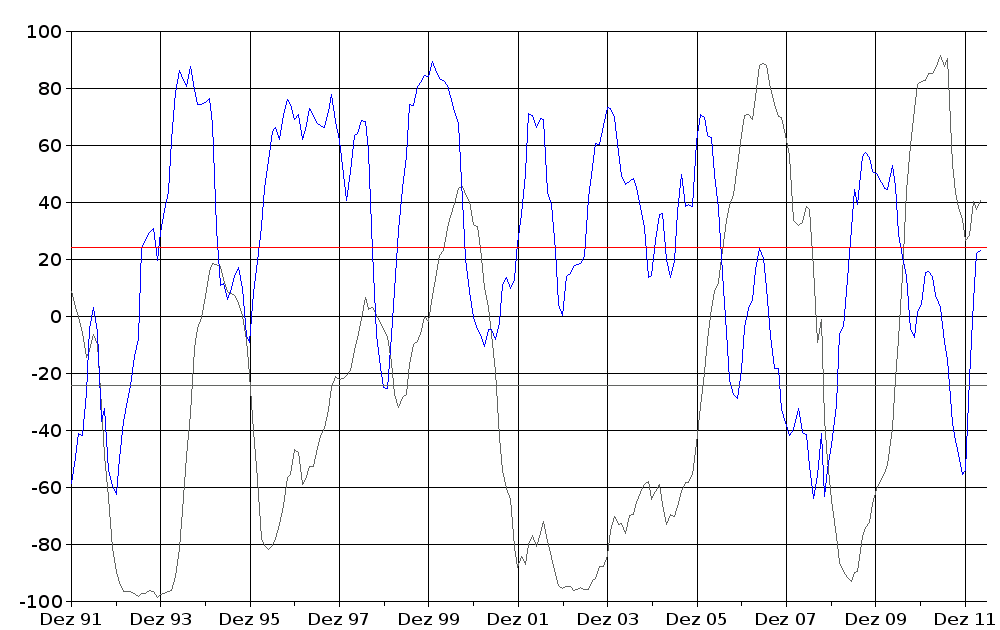
ZEW-Index von Dezember 1991 bis Dezember 2011: blau Konjunkturerwartungen, rot: deren Mittelwert, grau: Beurteilung der aktuellen Lage und deren Mittelwert

Der ZEW-Index ist ein Konjunkturindex des Mannheimer Zentrums für Europäische Wirtschaftsforschung (ZEW). Dabei werden rund 400 Analysten und institutionelle Anleger nach ihren mittelfristigen Erwartungen bezüglich der Konjunktur- und Kapitalmarktentwicklung befragt. 
Der ZEW-Index gilt als richtungweisend für den prominenteren ifo-Geschäftsklimaindex. Der historische Mittelwert liegt bei 24,8 (Stand: November 2015).
Der Indikator Konjunkturerwartungen gibt die Differenz der positiven und negativen Einschätzungen für die zukünftige Wirtschaftsentwicklung auf Sicht von sechs Monaten in Deutschland wieder.
Das ZEW Mannheim hat im Jahr 2023 zum neunten Mal seit 2006 die Standortbedingungen von 21 Industriestaaten aus der Perspektive großer Familienunternehmen verglichen. Dabei kam heraus, dass kein anderer Standort im „Länderindex Familienunternehmen“ seit 2006 mehr an Attraktivität eingebüßt hat, als Deutschland. Gegenüber der letzten Erhebung von 2020 ist Deutschland um weitere vier Ränge auf Rang 18 abgerutscht. Deutschlands Probleme werden durch den Staat verursacht, der Familienunternehmen durch vergleichsweise sehr hohe Steuern und Regulierungslasten stark belastet, dafür im Gegenzug aber keine adäquaten Gegenleistungen erbringt. Zudem werden Familienunternehmen in anderen Ländern weniger oder gar nicht durch Erbschaftsteuern belastet. Auch die überdurchschnittlich hohen Energiepreise und die Qualität der deutschen Infrastruktur könne nicht mehr mit den Spitzenstandorten mithalten.

## Beispiel
Sind 30 Prozent der Umfrageteilnehmer der Meinung, die wirtschaftliche Lage werde sich verbessern und 40 Prozent sind der Ansicht, sie werde sich verschlechtern, so ergibt sich ein Saldo für die Konjunkturerwartungen von −10. Der Anteil derjenigen, die mit keiner Veränderung der Konjunktur rechnen, spielt dabei für den Saldo keine Rolle.